# Tumulus van Koninksem (Romeinse Kassei)
De tumulus van Koninksem aan de Romeinse Kassei is een Gallo-Romeinse grafheuvel in Koninksem in de Belgische gemeente Tongeren. Ze ligt pal aan de Romeinse Kassei, een oude Romeinse heirbaan, de N69 geheten die van Tongeren richting Oerle voert. In 1747 is de tumulus reeds onderzocht in opdracht van Lodewijk XV. In circa 1850 is de heuvel gedeeltelijk afgegraven. Thans ligt ze ingesloten tussen huizen. De tumulus stamt uit de periode van de 1e tot 3e eeuw.
De tumulus werd in 1979 beschermd als monument.

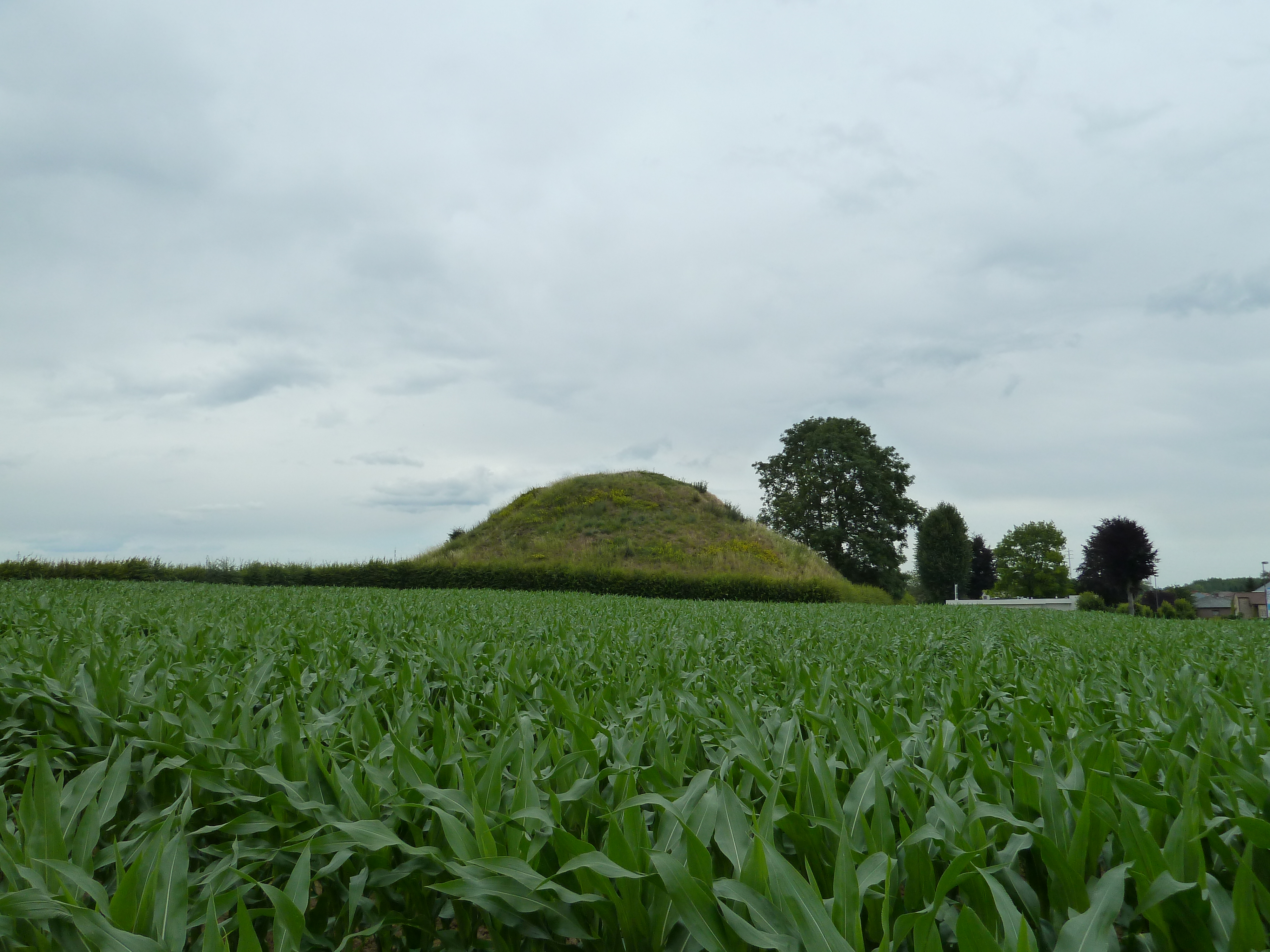
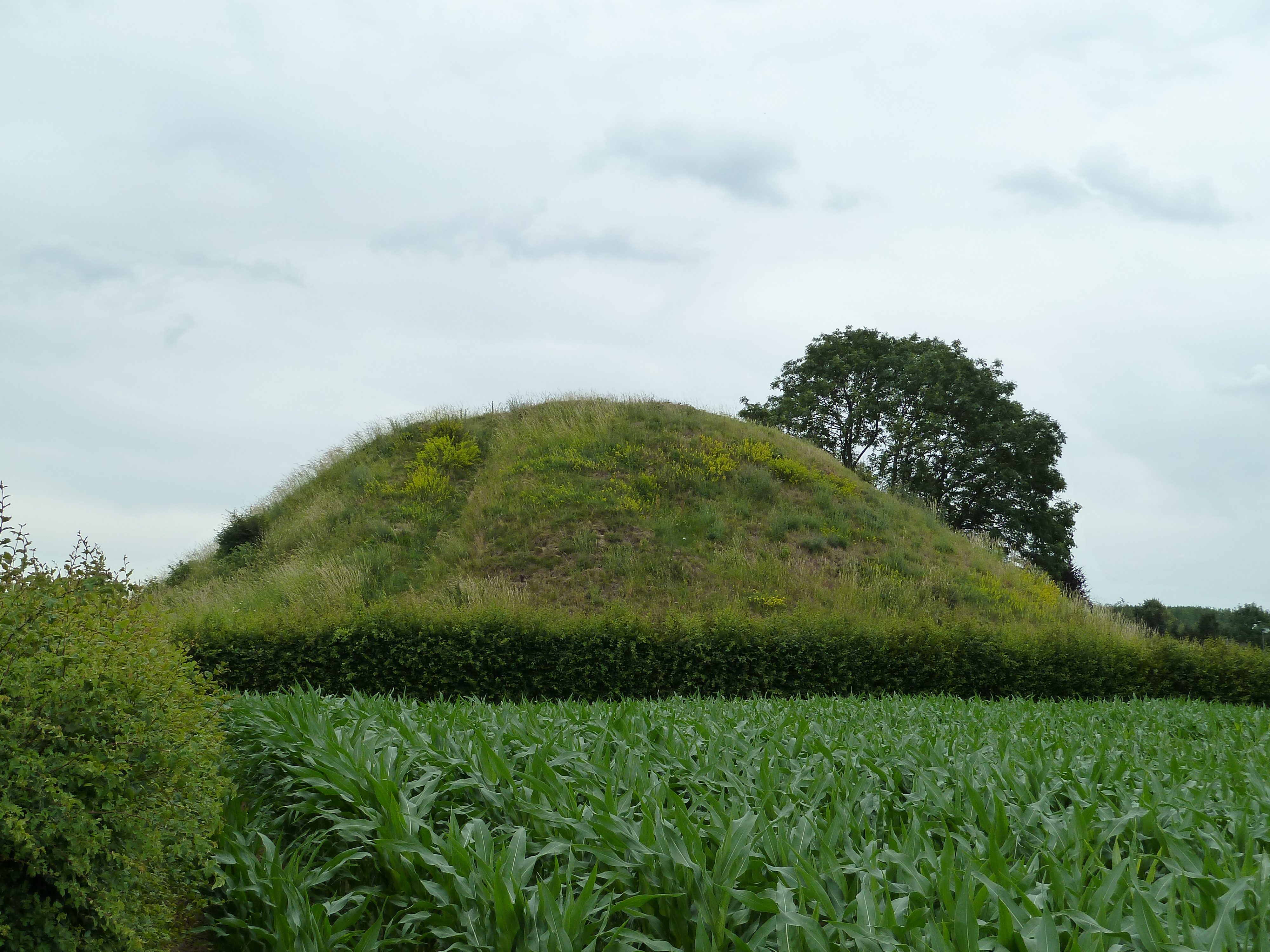